# Dysstroma casloata
Dysstroma casloata là một loài bướm đêm trong họ Geometridae.